# Handball-DDR-Oberliga (Frauen) 1989/90
Die Handball-DDR-Oberliga (Frauen) wurde in der Saison 1989/90 in der Sportart Hallenhandball zum 27. Mal ausgetragen.

## Saisonverlauf
Die Oberligasaison begann mit zehn Mannschaften am 26. August 1989 und wurde am 5. Mai 1990 mit dem letzten Spieltag abgeschlossen. Die Saison war geprägt vom dauernden Führungswechsel, wo bei der SC Leipzig mit zehn ersten Plätzen am häufigsten an der Tabellenspitze stand. Erst am 17. Spieltag verdrängte der ASK Vorwärts Frankfurt die Leipzigerinnen im direkten Vergleich mit einem 17:15-Heimsieg endgültig von der Spitze und sicherte sich durch die bessere Tordifferenz die Meisterschaft. Die Titelverteidigerinnen vom SC Empor Rostock erreichten mit sieben Punkten Rückstand den dritten Rang und nach 1983 kam mit Sachsenring Zwickau auf Rang fünf wieder eine Betriebssportgemeinschaft (BSG) vor einer Sportclub-Vertretung ein. Von den Aufsteigern belegte Einheit/Sirokko Neubrandenburg den siebten Platz und Oberliganeuling Union Halle-Neustadt, dass alle achtzehn Spiele verlor, kam nicht über den letzten Rang hinaus. Nach Beschluss des DHV vom 27. April 1990 wurde die Abstiegsregel ausgesetzt und stattdessen eine Aufstockung der Oberliga zur Folgesaison auf 12 Mannschaften mit den beiden Siegern der DDR-Ligastaffeln beschlossen. Davon nahm Halle-Neustadt nicht gebrauch und stieg nach nur einem Jahr in die Zweitklassigkeit ab. Der Meister aus Frankfurt verzeichnete nach der Saison einen Aderlass von Führungsspielerinnen in die Handball-Bundesliga und meldete als Titelverteidiger nur für den IHF-Pokal. Empor Rostock stellte daraufhin den Antrag auf Startrecht für den Europapokal der Landesmeister, der von der IHF stattgegeben wurde.

## Tabellen

### Abschlusstabelle
| Pl. | Mannschaft                             | Sp. | S  | U | N  | Tore      | Diff. | Punkte  |
| --- | -------------------------------------- | --- | -- | - | -- | --------- | ----- | ------- |
| 1.  | ASK Vorwärts Frankfurt/O.              | 18  | 16 | 1 | 1  | 0481:2990 | +182  | 033:30  |
| 2.  | SC Leipzig                             | 18  | 16 | 1 | 1  | 0469:2930 | +176  | 033:30  |
| 3.  | SC Empor Rostock (M/P)                 | 18  | 13 | 0 | 5  | 0471:3550 | +116  | 026:100 |
| 4.  | SC Magdeburg                           | 18  | 11 | 1 | 6  | 0402:3570 | +45   | 023:130 |
| 5.  | BSG Sachsenring Zwickau                | 18  | 9  | 0 | 9  | 0319:3730 | −54   | 018:180 |
| 6.  | TSC Berlin                             | 18  | 8  | 1 | 9  | 0432:3970 | +35   | 017:190 |
| 7.  | BSG Einheit/Sirokko Neubrandenburg (N) | 18  | 6  | 0 | 12 | 0314:3900 | −76   | 012:240 |
| 8.  | TSG Wismar                             | 18  | 5  | 0 | 13 | 0308:3920 | −84   | 010:260 |
| 9.  | BSG Halloren Halle                     | 18  | 4  | 0 | 14 | 0340:4350 | −95   | 08:280  |
| 10. | BSG Union Halle-Neustadt (N)           | 18  | 0  | 0 | 18 | 0263:5080 | −245  | 00:360  |

Platzierungskriterien: 1. Punkte – 2. Tordifferenz – 3. geschossene Tore

Legende:
  DDR-Meister und Teilnehmer als Titelverteidiger am IHF-Pokal 1990/91 
  FDGB-Pokalfinalist und Teilnehmer am Europapokal der Pokalsieger 1990/91 
  Teilnehmer am Europapokal der Landesmeister 1990/91 
  Absteiger in die DDR-Liga 1990/91 
 (M) DDR-Meister 1989, (P) FDGB-Pokalsieger 1989, (N) Aufsteiger aus der DDR-Liga 1988/89

### Kreuztabelle
| 1989/90 26. August 1989 – 5. Mai 1990 | 1989/90 26. August 1989 – 5. Mai 1990 | ASK Vorwärts Frankfurt/O. | SC Leipzig | SC Empor Rostock | SC Magdeburg | BSG Sachsenring Zwickau | TSC Berlin | BSG Einheit/Sirokko Neubrandenburg | TSG Wismar | BSG Halloren Halle | BSG Union Halle-Neustadt |
| ------------------------------------- | ------------------------------------- | ------------------------- | ---------- | ---------------- | ------------ | ----------------------- | ---------- | ---------------------------------- | ---------- | ------------------ | ------------------------ |
| 01.                                   | ASK Vorwärts Frankfurt/O.             |                           | 17:15      | 31:26            | 25:17        | 30:13                   | 32:23      | 28:17                              | 35:17      | 31:14              | 33:11                    |
| 02.                                   | SC Leipzig                            | 15:15                     |            | 23:15            | 23:21        | 29:12                   | 21:18      | 37:12                              | 31:15      | 35:23              | 38:14                    |
| 03.                                   | SC Empor Rostock                      | 17:24                     | 16:24      |                  | 33:19        | 24:16                   | 27:19      | 31:14                              | 31:21      | 28:20              | 33:14                    |
| 04.                                   | SC Magdeburg                          | 19:17                     | 17:24      | 25:15            |              | 29:21                   | 28:22      | 28:16                              | 30:18      | 30:25              | 34:14                    |
| 05.                                   | BSG Sachsenring Zwickau               | 17:32                     | 18:25      | 15:31            | 17:25        |                         | 27:25      | 16:07                              | 22:12      | 18:15              | 16:11                    |
| 06.                                   | TSC Berlin                            | 23:24                     | 19:25      | 24:29            | 24:24        | 21:14                   |            | 28:19                              | 23:17      | 29:14              | 29:14                    |
| 07.                                   | BSG Einheit/Sirokko Neubrandenburg    | 14:24                     | 16:17      | 17:27            | 13:12        | 17:18                   | 21:27      |                                    | 20:14      | 23:19              | 26:17                    |
| 08.                                   | TSG Wismar                            | 12:20                     | 15:19      | 18:23            | [ K 1 ]      | 11:14                   | 18:29      | 18:17                              |            | 16:20              | 25:19                    |
| 09.                                   | BSG Halloren Halle                    | 14:30                     | 15:29      | 19:28            | 18:21        | 15:20                   | 27:22      | 16:21                              | 20:21      |                    | 27:16                    |
| 10.                                   | BSG Union Halle-Neustadt              | 15:33                     | 15:39      | 12:37            | 12:23        | 14:25                   | 16:27      | 13:24                              | 19:20      | 17:19              |                          |

1. ↑   TSG Wismar – SC Magdeburg 25:30 (16. Spieltag) ; Wertung 2:0 Punkte und 20:0 Tore für Wismar

### Torschützenliste
Silke Fittinger wurde zum ersten Mal Torschützenkönigin der DDR-Oberliga mit 152 Toren. Damit erzielte sie den zweitbesten Wert, nach den 161 Toren ihrer Vereinskameradin Katrin Mietzner (damals noch Katrin Krüger) aus der Saison 1982/83. Fittinger traf in fünf Spielen zweistellig und erzielt im Heimspiel gegen den TSC Berlin mit 16 Treffern ihre Bestmarke.
|    | Spieler             | Verein                             | Tore / 7 m |
| -- | ------------------- | ---------------------------------- | ---------- |
| 1. | Silke Fittinger     | ASK Vorwärts Frankfurt/O.          | 152 / 45   |
| 2. | Josefine Grosse     | TSC Berlin                         | 124 / 42   |
| 3. | Kornelia Kunisch    | SC Magdeburg                       | 106 / 45   |
| 4. | Sybille Gruner      | SC Leipzig                         | 095 / 49   |
| 5. | Bianca Urbanke      | ASK Vorwärts Frankfurt/O.          | 091 / 17   |
| 6. | Kerstin Nindel      | SC Leipzig                         | 086 / 33   |
| 7. | Katrin Rößler       | BSG Einheit/Sirokko Neubrandenburg | 082 / 36   |
| 8. | Kerstin Voigtländer | SC Magdeburg                       | 074 / 26   |

## Statistik
Von 90 Oberligaspielen die in der Saison 1989/90 stattfanden, musste eine am grünen Tisch entschieden werden. In den restlichen Spielen wurden insgesamt 3.779 Tore (≈ 42 Treffer pro Spiel) erzielt. Die meisten Tore in einer Begegnung fielen beim 35:23 am ersten Spieltag zwischen dem SC Leipzig – Halloren Halle. Den höchsten Sieg feierte Leipzig beim 37:12-Heimsieg über Einheit/Sirokko Neubrandenburg und der SC Empor Rostock beim 37:12-Auswärtssieg über Union Halle-Neustadt. Der neue Meister ASK Vorwärts Frankfurt/O. erzielte mit 481 Treffern die meisten Tore und stellte mit Silke Fittinger auch die Torschützenkönigin mit 152 Treffern (darunter 45 Siebenmetertore). In der Saison wurden 953 Siebenmeter gegeben, von denen 728 (≈ 76 %) verwandelt wurden. Herausstellungen (2-Minuten-Zeitstrafe) gab es 440, wobei Silke Michael von Union Halle-Neustadt mit 17 die meisten erhielt. Es gab während der Saison vier Tabellenführer: SC Leipzig (10×), SC Empor Rostock (4×), ASK Vorwärts Frankfurt/O. (3×) und SC Magdeburg (1×).

## Meistermannschaft
| 1.                                 | ASK Vorwärts Frankfurt/O. |
| ---------------------------------- | --- |
| Logo vom ASK Vorwärts Frankfurt/O. | - Tor: Silke Kroll (15/1), Manuela Kelm (10/–), Wenke Fürst (8/–) - Feldspieler: Marika Ahrens (18/22), Silke Fittinger (18/152) , Karen Heinrich (18/43), Bianca Urbanke (18/91), Kathrin Stauber (16/27), Sybille Wagner (15/32), Katrin Mietzner (13/49), Daniela Bodog (10/19), Denise Lehmann (10/18), Marika Gerlach (8/8), Grit Heinrich (8/9), Cordelia Kühn (6/2), Silke Dörner (2/3), Ilka Kuschke (1/2) – (Spiele/Tore) - Trainer: Wolfgang Pötzsch und Dietmar Rösicke |

## Qualifikationsturnier zurIHF-Pokal-Teilnahme
Die fünf erstplatzierten Mannschaften nach Abschluss der DDR-Meisterschaft 1889/90 ermittelten vom 5. bis 9. Juni 1990 in einer einfachen Runde „Jeder gegen Jeden“ in Schleife den Teilnehmer für den IHF-Pokal. Ungeschlagen sicherte sich Vizemeister SC Leipzig den Platz im europäischen Wettbewerb zur Saison 1990/91.

### Spiele
| Datum         |                           | Ergebnis |                           |
| ------------- | ------------------------- | -------- | ------------------------- |
| 1. Spieltag:  |                           |          |                           |
| Di 05.06.1990 | SC Empor Rostock          | 18:22    | SC Leipzig                |
| Di 05.06.1990 | BSG Sachsenring Zwickau   | 18:22    | SC Magdeburg              |
| 2. Spieltag:  |                           |          |                           |
| Mi 06.06.1990 | BSG Sachsenring Zwickau   | 15:16    | SC Empor Rostock          |
| Mi 06.06.1990 | SC Magdeburg              | 18:19    | ASK Vorwärts Frankfurt/O. |
| 3. Spieltag:  |                           |          |                           |
| Do 07.06.1990 | ASK Vorwärts Frankfurt/O. | 22:20    | BSG Sachsenring Zwickau   |
| Do 07.06.1990 | SC Magdeburg              | 13:18    | SC Leipzig                |
| 4. Spieltag:  |                           |          |                           |
| Fr 08.06.1990 | ASK Vorwärts Frankfurt/O. | 26:21    | SC Empor Rostock          |
| Fr 08.06.1990 | SC Leipzig                | 27:17    | BSG Sachsenring Zwickau   |
| 5. Spieltag:  |                           |          |                           |
| Sa 09.06.1990 | SC Empor Rostock          | 16:18    | SC Magdeburg              |
| Sa 09.06.1990 | SC Leipzig                | 26:21    | ASK Vorwärts Frankfurt/O. |

### Abschlusstabelle
| Pl. | Mannschaft                | Sp. | S | U | N | Tore    | Diff. | Punkte |
| --- | ------------------------- | --- | - | - | - | ------- | ----- | ------ |
| 1.  | SC Leipzig                | 4   | 4 | 0 | 0 | 093:640 | +29   | 08:00  |
| 2.  | ASK Vorwärts Frankfurt/O. | 4   | 3 | 0 | 1 | 088:850 | +3    | 06:20  |
| 3.  | SC Magdeburg              | 4   | 2 | 0 | 2 | 071:710 | ±0    | 04:40  |
| 4.  | SC Empor Rostock          | 4   | 1 | 0 | 3 | 066:810 | −15   | 02:60  |
| 5.  | BSG Sachsenring Zwickau   | 4   | 0 | 0 | 4 | 070:870 | −17   | 00:80  |

Platzierungskriterien: 1. Punkte – 2. Tordifferenz – 3. geschossene Tore

 Teilnehmer am IHF-Pokal 1990/91